# Polypedilum maculipes
Polypedilum maculipes är en tvåvingeart som beskrevs av Goethghebuer 1933. Polypedilum maculipes ingår i släktet Polypedilum och familjen fjädermyggor.
Artens utbredningsområde är Belgien. Inga underarter finns listade i Catalogue of Life.